# باشگاه فوتبال الجزیره الحمراء
باشگاه فوتبال الجزیره الحمراء یک باشگاه فوتبال حرفه‌ای واقع در الجزیره الحمراء، امارات متحده عربی است. این باشگاه در حال حاضر در لیگ دسته اول امارات متحده بازی می‌کند.

## همچنین ببینید
- لیست باشگاه های فوتبال در امارات متحده عربی